# E-Boks Danish Open 2010
E-Boks Sony Ericsson Open 2010 - жіночий тенісний турнір, що проходив на закритих кортах з твердим покриттям. Це був перший за ліком e-Boks Danish Open. Належав до категорії International у рамках Туру WTA 2010. Відбувся в Farum (Данія). Тривав з 2 до 8 серпня 2010 року. Каролін Возняцкі здобула титул в одиночному розряді.

## Учасниця

### Сіяні учасниці
| Гравчиня          | Країна             | Рейтинг* | Посіяна |
| ----------------- | ------------------ | -------- | ------- |
| Каролін Возняцкі  | Данія              | 3        | 1       |
| Лі На             | Китай (етимологія) | 10       | 2       |
| Петра Квітова     | Чехія              | 31       | 3       |
| Цветана Піронкова | Болгарія           | 33       | 4       |
| Юлія Гергес       | Німеччина          | 42       | 5       |
| Полона Герцог     | Словенія           | 48       | 6       |
| Клара Закопалова  | Чехія              | 50       | 7       |
| Анджелік Кербер   | Німеччина          | 53       | 8       |

- Рейтинг подано станом на 19 липня 2010.

### Інші учасниці
Нижче подано учасниць, що отримали вайлд-кард на вихід в основну сітку:
- Малу Ейдесгаард
- Крістина Плішкова
- Катарина Среботнік

Нижче наведено гравчинь, які пробились в основну сітку через стадію кваліфікації:
- Олена Бовіна (як щасливий лузер)
- Анна Чакветадзе
- Марта Домаховська
- Алекса Ґлетч
- Анна-Лена Гренефельд

## Переможці та фіналісти

### Одиночний розряд
Каролін Возняцкі —  Клара Закопалова 6–2, 7–6(5)
- Для Возняцкі це був другий титул за сезон і 8-й - за кар'єру.

### Парний розряд
Юлія Гергес /  Анна-Лена Гренефельд —  Віталія Дяченко /  Тетяна Пучек, 6–4, 6–4